# Lu Watters
Lucius Watters (Santa Cruz, California, 19 de diciembre de 1911-Santa Rosa, California, 5 de noviembre de 1989) fue un trompetista y director de orquesta de la Yerba Buena Jazz Band, una banda de dixieland. 
Watters tocaba la trompeta desde los 11 años, obteniendo su primer trabajo a bordo de un crucero. Después trabajó con Bob Crosby hasta que decidió fundar su propia banda de Dixieland en 1939, que finalmente lideró el renacimiento del estilo dixieland durante los siguientes once años. En 1957 se retiró de la música para estudiar geología. Sin embargo, comenzó a tocar de nuevo en 1963 con la banda de Turk Murphy en manifestaciones antinucleares en el norte de California.